# Antoni Morzycki
Antoni Robert Morzycki (ur. 1801, zm. 1882) – polski pisarz, ekonomista, filolog, działacz społeczny, encyklopedysta.

## Życiorys
Był właścicielem ziemskim oraz przedsiębiorcą. Publikował także książki wydawane nakładem własnym pod własnym nazwiskiem oraz pod pseudonimem A. M. Mora. Był również encyklopedystą piszącym hasła do 28 tomowej Encyklopedii Powszechnej Orgelbranda z lat 1859-1868. Jego nazwisko wymienione jest w I tomie z 1859 roku na liście twórców zawartości tej encyklopedii  .

## Dzieła
Publikował prace z zakresu ekonomii, historii oraz języka polskiego:
- O własności (1849)[3],
- Fundamenta budowy społecznej zastosowane do narodu polskiego (1853)[4][5],
- Rys gramatyki języka polskiego, (1857)[6],
- Polska (dawna) jako naród i jako państwo, dwa wydania (1858), (1859)[7],
- Uwagi nad systematem filologji powszechnéj przez Józefa Supińskiego ułożonym (1868)[8],
- Kwestya finansowa ... (1888).